# Hasselblad

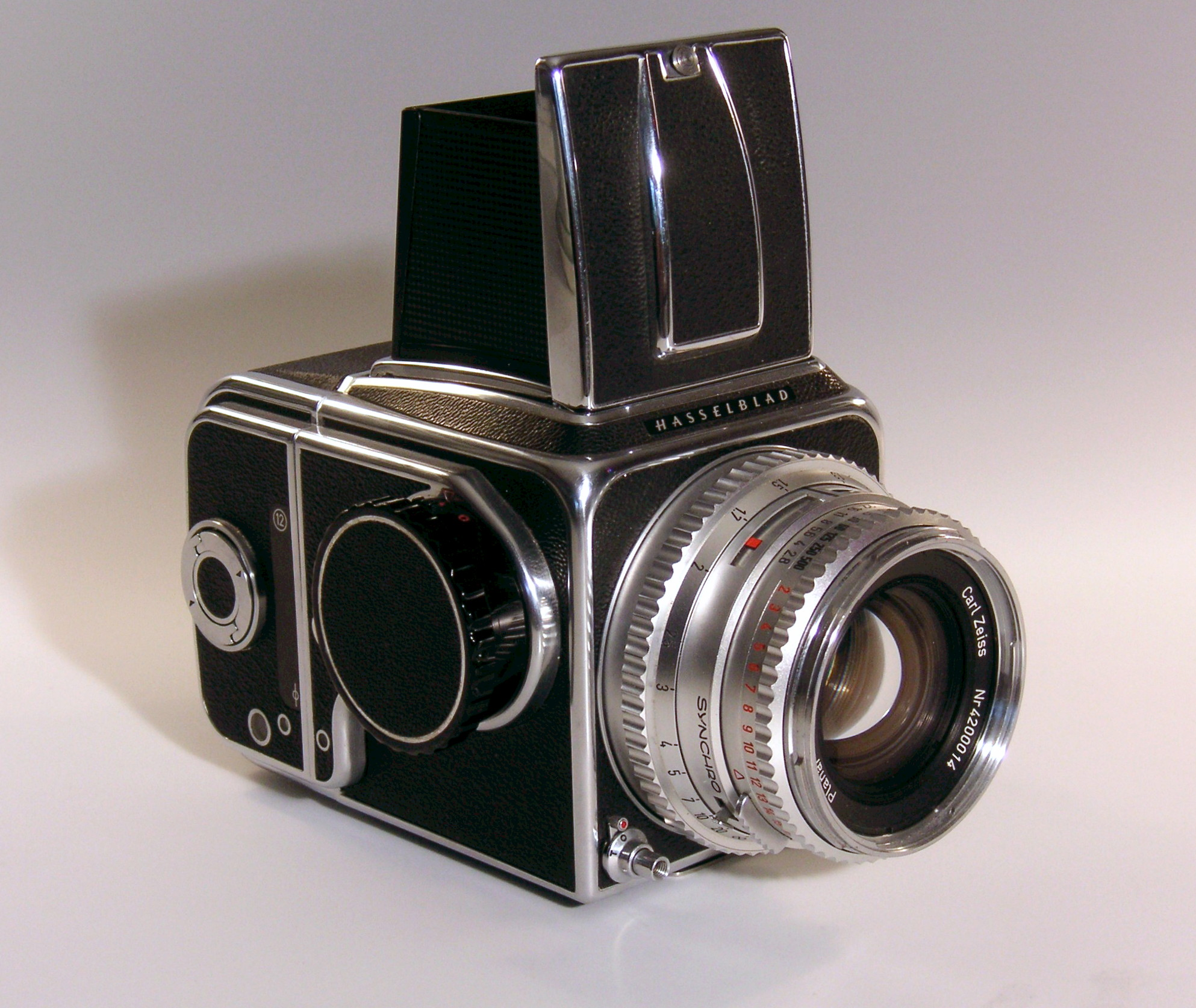
Hasselblad 500C

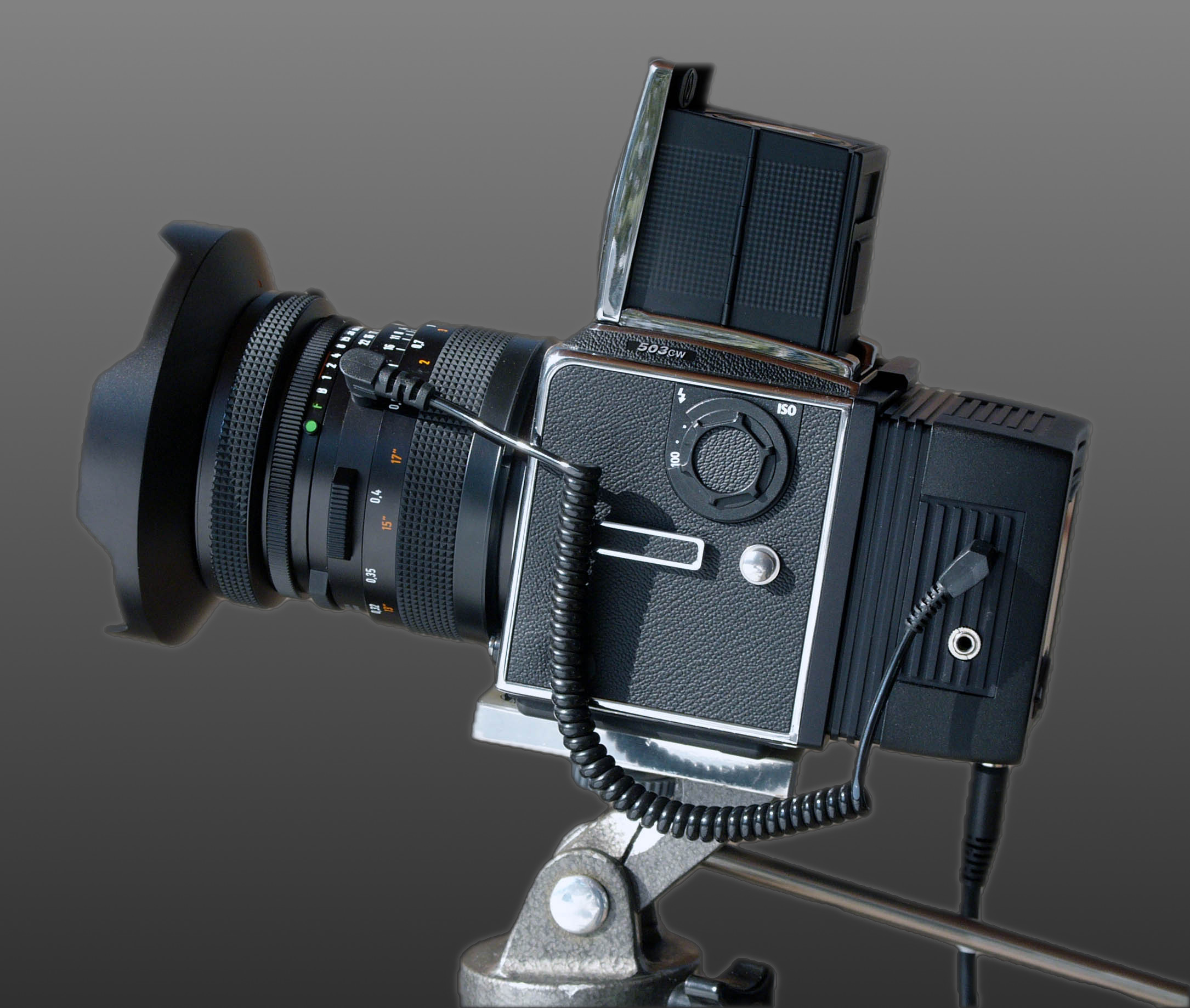
Hasselblad 503 CW met Zeiss F-Distagon 3,5/30 en digitale achterwand

Hasselblad is een Zweedse fabrikant van fotocamera's, opgericht door Victor Hasselblad.
Het bedrijf is bekend geworden door een spiegelreflexcamera die al decennialang het meest gebruikte gereedschap voor de professionele fotograaf is. Lens, camerahuis, zoeker en filmmagazijn zijn losse componenten die eenvoudig tot een camera worden opgebouwd al naargelang de behoefte van de fotograaf. De camera is makkelijk hanteerbaar en levert hoogwaardige beelden. De camera maakte jarenlang gebruik van rolfilm, tegenwoordig is digitale techniek de norm. Het bekendst zijn de vierkante negatieven en dia's die ermee gemaakt werden, 6×6 cm of middenformaat (6×4,5 cm is ook mogelijk maar minder populair).
De combinatie hanteerbaarheid, groot filmformaat en hoogwaardige objectieven zorgden ervoor dat veel fotografen voor deze camera kozen. Hasselblads komen zelfs in de ruimte voor, waar de NASA ze gebruikt tijdens missies.
Door het bouwdoosprincipe is de camera ook met een polaroidwand te gebruiken of om te bouwen tot een hoogwaardige digitale camera.
Het 6×4,5-formaat bleef, hoewel het al sinds 1956 als optie werd aangeboden, minder populair, maar werd het (maximale) standaardformaat van de latere H-Systeemcamera's. Hasselblad is de marktleider op het gebied van digitale fotografie op middelformaat geworden en biedt de compleetste hoogwaardige camera op dit gebied in samenwerking met Fuji.
Begin 2017 werd de firma Hasselblad overgenomen door het Chinese DJI, marktleider op het terrein van professionele "vliegende camera's" (drones).